# Paul-Marie-André Richaud
Paul-Marie-André Richaud (Versailles, 16 aprile 1887 – Bordeaux, 5 febbraio 1968) è stato un cardinale e arcivescovo cattolico francese.

## Biografia
Nacque a Versailles il 16 aprile 1887.
Venne ordinato sacerdote della diocesi di Versailles il 28 giugno 1913 e il 21 dicembre 1933 nominato vescovo ausiliare della stessa con il titolo di Irenopoli di Isauria. Fu consacrato vescovo il 25 gennaio 1934 da Benjamin-Octave Roland-Gosselin, vescovo di Versailles, co-consacranti Pierre-Marie Gerlier e Georges-Auguste Louis. Nel 1938 venne nominato vescovo di Laval ed in seguito, nel 1950, arcivescovo metropolita di Bordeaux, incarico che ricoprì fino alla morte.
Papa Giovanni XXIII lo elevò al rango di cardinale nel concistoro del 15 dicembre 1958 assegnandogli il titolo presbiterale dei Santi Quirico e Giulitta.
Morì il 5 febbraio 1968 all'età di 80 anni.

## Genealogia episcopale e successione apostolica
La genealogia episcopale è:
- Cardinale Guillaume d'Estouteville, O.S.B.Clun.
- Papa Sisto IV
- Papa Giulio II
- Cardinale Raffaele Sansone Riario
- Papa Leone X
- Papa Paolo III
- Cardinale Francesco Pisani
- Cardinale Alfonso Gesualdo di Conza
- Papa Clemente VIII
- Cardinale Pietro Aldobrandini
- Cardinale Laudivio Zacchia
- Cardinale Antonio Barberini, O.F.M.Cap.
- Cardinale Nicolò Guidi di Bagno
- Arcivescovo François de Harlay de Champvallon
- Cardinale Louis-Antoine de Noailles
- Vescovo Jean-François Salgues de Valderies de Lescure
- Arcivescovo Louis-Jacques Chapt de Rastignac
- Arcivescovo Christophe de Beaumont du Repaire
- Cardinale César-Guillaume de la Luzerne
- Arcivescovo Gabriel Cortois de Pressigny
- Arcivescovo Hyacinthe-Louis de Quélen
- Vescovo Louis-Charles Féron
- Vescovo Pierre-Alfred Grimardias
- Cardinale Guillaume-Marie-Romain Sourrieu
- Cardinale Léon-Adolphe Amette
- Arcivescovo Benjamin-Octave Roland-Gosselin
- Cardinale Paul-Marie-André Richaud

La successione apostolica è:
- Cardinale Paul Joseph Marie Gouyon (1957)
- Vescovo Stéphane-Émile-Alfred Desmazières (1960)
- Vescovo Armand François M. Le Bourgeois, C.I.M. (1966)